# Dignano (Serravalle di Chienti)
Dignano è una frazione montana del comune di Serravalle di Chienti (in provincia di Macerata), al confine con il comune di Foligno.

## Storia
La prima testimonianza storica sull'esistenza di Dignano è una bolla papale di Innocenzo II del 1138 (Religiosorum virorum), nella quale si stabilisce che la chiesa di Santa Maria e il castello di Dignano fanno parte della diocesi di Foligno. Sul monte Castello (m.1059) sono visibili fossati e terrapieni costruiti a difesa dell'abitato e in una processione tradizionale il giorno dell'Ascensione veniva portata una pesante pietra fino alla cima del monte, in ricordo della traslazione della chiesa dal castelliere fino al luogo della nuova costruzione sul colle sottostante. Proprietari del castello furono i Baschi, casato medievale fiorente nel XIII e XIV secolo giungendo a controllare 60 castelli e ad avere possedimenti oltre che nelle Marche anche in Umbria e Toscana.
La conferma di tutte le prerogative acquisite nonché l'appartenenza a Foligno della chiesa di S. Maria e il castello di Dignano, già descritte dal documento precedente, arriva da un altro documento papale del 1153.
Una breve menzione della chiesa di Santa Maria di Dignano è presente in un documento del 1210 di Innocenzo III, in cui viene confermata la sua appartenenza a Foligno.
Il feudo di Dignano era esente fin dal 1233 da ogni carico fiscale, secondo gli accordi presi tra la famiglia Baschi e la Camera ducale di Spoleto, sotto la cui giurisdizione Dignano era posto.
Nel 1246 il castello di Dignano venne venduto dal conte Tomaso di Ugolino Baschi al conte Rinaldo Napoleoni di origine folignate, per la somma di tremila libre di moneta piccola circolante nel territorio di Foligno. Nel 1345 un patto stipulato tra Gentile di Rodolfo, signore di Camerino, e Ugolino Trinci, signore di Foligno, stabiliva i confini tra Dignano e Colfiorito lungo il piano di Pistia.
Nel 1435 il conte Francesco Sforza sconfisse le truppe camerinesi e assediò Camerino; nel 1436 conquistò i castelli di Muccia e di Dignano. I castelli di Serravalle e di Dignano furono ripresi da Camerino tra il 1437 e il 1439 in seguito al tradimento del capitano di ventura, Taliano.
Nel 1447 viene autorizzata la vendita di stracci e vestiti nel castello e nelle vicinanze della chiesa di Pistia.
In seguito al prosciugamento del lago Plestino, grazie al condotto della Botte dei Varano, e la mancanza di confini naturali ben definiti, portarono a continue dispute di confine tra Dignano e Colfiorito. Foligno si rivolse direttamente al papa Paolo II, che affidò la risoluzione della controversia al cardinale Riccardo Olivieri, governatore di Foligno. Il processo durò dal giugno del 1465 al gennaio del 1468 in cui i Camerinesi presentarono un elenco con i territori facenti parte del ducato tra cui sono menzionate le chiese che facevano parte del territorio di Dignano (Santi Maria e Lorenzo, San Gregorio e San Martino).
Dignano non compare nei resoconti del periodo tra il 1497 e il 1510, durante il quale Cesare Borgia attaccò il territorio di Camerino. Lo scrittore e storico Camillo Lili menziona il passaggio di papa Giulio II nel "piano di Dignano", con successivo pranzo presso il convento francescano di Brogliano.
Nel 1523 Dignano venne presa da Baldassarre Corso, capitano delle truppe di fanteria di Sigismondo Varano, inviato dal duca di Urbino, suo zio, contro un altro suo zio, Giovanni Maria Varano, signore di Camerino, ma fu presto riconquistata e Baldassarre Corso fu preso prigioniero con 350 dei suoi uomini, ma poi lasciato andare. Sopra il portale di ingresso del palazzetto Corsi compare lo stemma di famiglia del capitano.
Dignano è presente nella Galleria delle Carte geografiche che si trova in Vaticano fatta realizzare nel 1581.
Nel 1592 Dignano apparteneva alla diocesi di Nocera Umbra e in un documento relativo ad una visita alla parrocchia di San Lorenzo, si riferisce che ottanta famiglie avevano richiesto un prestito al monte di pietà (il Monte frumentario di Dignano, esistente tra la fine del XV secolo e il 1861). Un'altra istituzione del territorio era la comunanza agraria, per l'amministrazione dei boschi e dei pascoli comuni (con documenti e mappe catastali fino agli anni 1920).
Nel 1927 Dignano con altre 15 frazioni del comune di Serravalle chiese di passare al comune di Foligno, ma la richiesta, pur approvata dal consiglio comunale di Foligno, non ebbe seguito.
Il 14 marzo del 1944 un gruppo di giovani rastrellati dai tedeschi in molti paesi dell'altipiano, tra cui Dignano, furono condotti nei pressi di Colfiorito per essere fucilati, ma furono salvati dall'arrivo dell'ordine di ritirata: ogni anno si celebra l'anniversario dell'evento presso la chiesa parrocchiale di San Lorenzo.
Il 26 settembre del 1997 Dignano è stato colpito dal terremoto che ha interessato l'altopiano plestino, con danni alle abitazioni e alla chiesa parrocchiale di San Lorenzo, con crollo del campanile che ha investito la metà posteriore dell'edificio.

## Monumenti e luoghi d'interesse

### Chiesa parrocchiale di San Lorenzo
La chiesa parrocchiale di Dignano, intitolata a san Lorenzo, ricordata con questo titolo dal 1468, è appartenuta nel tempo alle diocesi di Foligno, di Nocera e di Camerino. In fondo alla navata di destra è presente un affresco (Deposizione di Cristo), che porta la data del 1522, e un altro raffigurante il Trasporto della Sacra Casa dalla Terra Santa a Loreto da parte degli angeli. Uno degli altari laterali porta la data del 1673.
La chiesa custodisce anche un Crocifisso ligneo, in onore del quale viene tenuta ogni tre anni una processione: secondo la leggenda sarebbe stato ritrovato da un contadino che arava un campo con una coppia di buoi, i quali si inginocchiavano sempre nel medesimo punto. Il Crocifisso è menzionato nei documenti della diocesi di Nocera a partire dal 1641. Dopo i danni del terremoto e il restauro della chiesa il Crocifisso è stato ricollocato al suo posto il 27 luglio del 2008. 
Sopra la porta di ingresso è collocato l'organo della chiesa. Il campanile ospitava tre campane, di cui quella intermedia venne restaurata nel 1793: dopo i restauri sono conservati nei sotterranei della chiesa e sono state sostituite da tre nuove campane inaugurate il 28 aprile del 2010.

### Altri luoghi
- Palazzetto Corsi
- Mura castellane
- Resti del castelliere su Monte Castello (1059 m s.l.m.)

## Economia
Fino agli anni ottanta la frazione aveva un'economia prevalentemente agricola (cereali, legumi e patate) e di allevamento (ovini e bovini). Successivamente la frazione ha subito un declino demografico e attualmente l'attività principale è il taglio e la vendita del legname.

## Cultura
- 10 agosto festa patronale di San Lorenzo con la "Sagra dell'acquacotta"

* Festa triennale del Santissimo Crocifisso della durata di una settimana: in memoria del ritrovamento del Crocifisso ligneo, con processioni nei paesi di Borgo, di Dignano e di Taverne (quest'ultima di notte con fiaccolata). Ogni paese traccia un solco con l'aratro, partendo dalla sommità di un monte fino in prossimità del paese, la cui ultima parte viene ancora realizzata con un aratro tirato da una coppia di buoi; segue una processione che gira tre volte intorno alla chiesa di San Lorenzo per poi ricevere la benedizione del vescovo. La festa termina in piazza con la premiazione della "gara del solco", per il solco tracciato più diritto e meglio riuscito .